# Jörn Beckmann
Jörn Karl Peter Beckmann (* 7. Dezember 1934 in Reval, Estland; † 26. Juni 2024) war ein schwedischer Offizier und zuletzt Generalmajor des Heeres (Armén).

## Leben
Jörn Karl Peter Beckmann, Sohn des Disponenten Kurt Beckmann und Margarete Camesasca, begann nach dem Abitur (Studentexamen) 1953 eine Offiziersausbildung an der Königlichen Kriegsschule (Kungliga Krigsskolan) im Schloss Karlberg, die er 1956 als Leutnant (Fänrik) mit dem Offiziersexamen beendete. Er versah zunächst Dienst im Norrland-Regiment K 4 (Norrlands dragonregemente) und besuchte zwischen 1957 und 1958 die Reit- und Fahrschule des Heeres RS (Arméns rid- och körskola), ehe er 1959 als Oberleutnant (Löjtnant) zum Leibgarde-Dragonerregiment K 1 (Livgardets dragoner) versetzt wurde. Er absolvierte zwischen 1960 und 1961 die Infanterie-Kampfschule InfSS (Infanteriets stridsskola) und von 1962 bis 1964 den höheren Lehrgang für den Stabsdienst an der Militärhochschule MHS (Militärhögskolan), aus der am 1. Januar 1997 die heutige Verteidigungshochschule FHS (Försvarshögskolan) hervorging. Er war zwischen 1966 und 1969 als Detaljchef im Armeestab (Arméstaben) tätig. Nachdem er 1969 das Staff College Camberley der British Army absolviert hatte, unterrichtete er zwischen 1969 und 1971 erstmals als Lehrer an der Militärhochschule. Er war anschließend von 1971 bis 1972 Chef einer Schwadron des Leibgarde-Husarenregiments K 3 (Livregementets husarer) und wurde 1972 zunächst zum Major befördert. Nach seiner Beförderung zum Oberstleutnant (Överstelöjtnant) war er zwischen 1972 und 1973 abermals Lehrer an der MHS, ehe er von 1973 bis 1976 Leiter einer Abteilung im Stab des Östlichen Militärbezirks war. In dieser Verwendung wurde er am 3. Dezember 1974 Ritter des Schwertordens. Er übernahm zwischen 1976 und 1979 den Posten als Kommandeur eines Bataillons des Södermanland-Regiments (Södermanlands regemente (Pansar)) und besuchte in dieser Zeit 1977 den allgemeinen Lehrgang an der MHS.
Beckmann fungierte nach seiner Beförderung zum Oberst (Överste) zwischen 1979 und 1981 zuerst als stellvertretender Kommandeur des Leibgarde-Grenadierregiments I 3 (Livregementets grenadjärer) und war im Anschluss nach seiner Ernennung zum Oberst Ersten Grades (Överste av 1:a graden) von 1981 bis 1985 Sektionschef im Armeestab, wobei er 1982 den Chef-Lehrgang an der Militärhochschule besuchte. 1985 erfolgte seine Beförderung zum Generalmajor, woraufhin er als Nachfolger von Generalmajor Roland Grahn Chef des Stabes des Östlichen Militärbezirks (Östra militärområdet) in der Garnison Strängnäs wurde. Er behielt diesen Posten bis 1990 und wurde daraufhin von Bengt Anderberg abgelöst. Im Anschluss war er zwischen 1990 und 1992 militärischer Berater der schwedischen Delegation bei militärischen Verhandlungen im Zuge der Europäischen Sicherheitskonferenz (ESK) in Wien sowie daraufhin von 1992 bis zu seinem Ausscheiden aus dem aktiven militärischen Dienst 1996 militärischer Berater des Außenministeriums (Utenriksdepartementet).
Als Nachfolger von Oberst Magnus Olson übernahm Jörn Beckmann 1996 das Amt als Hovstallmästare und war als solcher bis zu seiner Ablösung durch Generalleutnant Mertil Melin 2003 Chef des Königlichen Hofstalls (HM Konungens Hovstall). Er war zudem zwischen 1999 und 2000 Vorsitzender der Königlichen Akademie der Militärwissenschaften KKrVA (Kungliga Krigsvetenskapsakademien), deren Mitglied er seit 1984 war und deren Ehrenmitglied er 2002 wurde.
Jörn Karl Peter Beckmann heiratete 1961 die biomedizinische Analytikerin Caroline Wachtmeister (* 1939), Tochter von Oberst Graf Carl-Johan Wachtmeister und Gräfin Birgit Thuresson.